# 광시초등학교
광시초등학교는 대한민국 충청남도 예산군 광시면 신대길 21-2 (신대리)에 있었던 초등학교이다.

## 연혁
- 1924년 4월 21일 광시공립보통학교(4년제) 개교설립인가 3월 31일
- 1926년 3월 31일 6년제 인가
- 1938년 4월 1일 광시공립심상소학교로 개칭
- 1941년 4월 1일 광시공립국민학교로 개칭
- 1982년 2월 3일 병설유치원 인가
- 1996년 3월 1일 광시초등학교로 개칭
- 1999년 2월 19일 제71회 졸업식(총 4344명)
- 1999년 9월 1일 웅산초등학교로 통합